# Josip Roglić
Josip Roglić (Roglići u Župi Biokovskoj, 14. ožujka 1906. – Zagreb, 18. listopada 1987.), istaknuti hrvatski geograf i akademik.

## Život
Pučku školu polazio je u rodnoj Župi između 1912. – 1918. godine nakon koje pohađa Klasičnu gimnaziju u Splitu. Ondje mu je jedan od profesora bio poznati zemljopisac Ivo Rubić. Nakon polaganja mature 1926. godine odlučuje upisati Pravni fakultet u Beogradu, no kako su ga više privlačile prirodne znanosti upisuje se 1927. godine na Geografski odsjek Filozofskog fakulteta u Beogradu. Studij završava 1930. godine u zemljopisno-geološkoj grupi znanosti. Profesorski ispit položio je 1934. godine skupa s obranom doktorske disertacije na temu "Biokovo, fizičko-geografske osobine".
Nakon završetka doktorskog studija i na preporuku svojih profesora odlazi 1934./1935. na specijalizaciju u Strasbourg i Montpellier, a 1938./1939. u Berlin i Beč. U međuvremenu je bio zaposlen u III. muškoj gimnaziji u Beogradu. Tijekom boravaka na stranim sveučilištima upoznaje se s novim teorijama i metodologijom znanstvenih istraživanja u zemljopisu te organizacijom nastavnog i znanstvenog rada.
Godine 1941. nakon desetogodišnje službe gimnazijskog profesora u Beogradu dolazi u Zagreb gdje tijekom ratnih godina predaje na I. ženskoj gimnaziji. Ubrzo prelazi na Visoku pedagošku školu gdje je 1943. godine izabran za izvanrednog profesora, a 1945. za redovitog.
Godine 1946. sudjeluje u osnivanju Prirodoslovno-matematičkog fakulteta na kojem je izabran za prvog dekana (1947. – 1948.). Na ovom je fakultetu vodio Geografski odsjek od 1945. do 1963. godine. Nastavlja se usavršavati na sveučilištima u Francuskoj, Njemačkoj, Ujedinjenom Kraljevstvu, SAD-u, SSSR-u i Čehoslovačkoj, zatim Švedskoj, Mađarskoj, Rumunjskoj, Poljskoj, te Kini.
Od 1960. godine vodio je Geografski zavod PMF-a i novoosnovani Geografski institut Sveučilišta u Zagrebu. Zbog izuzetnih znanstvenih postignuća 1960. godine izabran je za izvanrednog, a 1969. za redovitog člana JAZU.
Nakon uspješnog nastavničkog rada 1976. godine odlazi u mirovinu, ali nastavlja i dalje sa znanstvenim radom. Umro je u Zagrebu 18. listopada 1987. godine, a pokopan je na zagrebačkom Mirogoju.

## Znanstveni i stručni rad
Tijekom života akademik Roglić aktivno je sudjelovao na brojnim znanstvenim i stručnim skupovima. Objavio je više od 150 znanstvenih i stručnih članaka koji su imali važan utjecaj na razvoj geografske znanosti, geomorfologije i istraživanja krškog reljefa koji se u svjetskoj literaturi navode i kod suvremenih autora.
Geomorfologija je privlačila njegovu pažnju od samog početka znanstvenog rada. Poznata je i često bila citirana njegova izreka: "Terenski rad, opservacija, temelj su geografskog istraživanja pa on mora biti baza za zaključivanje." Tu je svoju misao uvijek primjenjivao u geomorfološkim i geografskim istraživanjima rezultat kojih su brojni zapaženi članci i studije. U istraživanjima je primjenjivao interdisciplinarni pristup pa je tako i krški reljef, kojim se često bavio, doživljavao kao prirodni kompleks i životni prostor limitiran oskudicom vode i obradivih površina. Počeo je s istraživanjem krša Imotske krajine, nastavio s jadranskim i dinarskim kršem da bi završio s kršem kao fenomenom svjetskog značenja. Pri svojim je istraživanjima često koristio i dostignuća speleologa. Proučavao je povezanost krških procesa i reljefnim oblika s glacijalnom i riječnom erozijom.
Akademik Roglić često je isticao kako svaki znanstveni rad polazi od precizno definirane znanstvene terminologije pa je vrlo značajan njegov rad na Prilogu hrvatske krške terminologije izdan u Zagrebu 1974. godine koja je u nekim dijelovima zastarjela, ali predstavlja dobar temelj za pripremu obnovljene terminologije koja će koristiti geografima, geomorfolozima, geolozima, speleolozima i svim ostalim strukama koje zadiru u problematiku krškog reljefa.
Roglić se vrlo intenzivno bavio i prometnom geografijom. Posebnom znanstvenom pronicljivošću i vizionarstvom on je uz isticanje na nužnosti bolje prometne povezanosti hrvatskoga sjevera i juga nudio i konkretna rješenja. Godine 1968. pokrenuo je ideju izgradnje autoceste Zagreb – Split koju je nastavio zastupati i tijekom Hrvatskog proljeća. Ovu ideju promovirao je nakon temeljitih terenskih istraživanja nazvavši je zlatna nit (tzv. autocesta kralja Tomislava). Zlatna nit bi uz jantarski put omogućila sudbinsku povezanost Hrvatske s razvijenim europskim sjeverom i toplim mediteranskim područjem. Roglić je jednako zaslužan i za afirmaciju pojma hrvatski prag i čvorišnog položaja Zagreba.
Roglić je pripadao i vodećoj skupini svjetskih geografa koji su znanstveno obrazložili uzroke i posljedice svjetskih procesa litoralizacije i globalizacije te njihove prednosti i nedostatke kao i na sve naglašenije probleme s narušavanjem kvalitete okoliša.

### Mirovna konferencija u Parizu 1947.
Vjerojatno najteži zadatak Roglić je imao na Mirovnoj konferenciji u Parizu 1947. godine gdje su mu pripale velike zasluge za određivanje zapadnih granica Hrvatske u sklopu tadašnje Jugoslavije. Ondje je kao afirmirani geograf znanstvenik sudjelovao u radu Komisije za razgraničenje pri vladi NR Hrvatske i FNR Jugoslavije. Organizirao je popis stanovništva Istre te je tom prilikom stekao velike zasluge za pripojenje Istre Hrvatskoj. Rezultati popisa poslužili su za određivanje nove jugoslavensko-talijanske granice. O svojoj složenoj i odgovornoj zadaći Roglić je zapisao: "…polagao sam najteži i najodgovorniji ispit u životu. Bilo je to u Pazinu. Stajao sam pred ekspertima Sjedinjenih Država, Sovjetskog Saveza, Engleske i Francuske, sila koje su odlučivale o sudbini Istre. Postali smo ljuti protivnici. Eksperti sila imali su svoje namjere, koje su im bile zadane. Rasprava je započela oštro i još oštrije se nastavila. Trajala je punih 13 sati". Rogliću su postavljena 102 kritička pitanja o kriteriju popisa i tehnici te postupcima pri popisu. Sav svoj rad o toj temi objavio je u dva djela. Prvo od njih pod nazivom "Cadastre national de l'Istrie d'après le recensement du 1er Octobre 1945" predstavlja statističku i kartografsku dokumentaciju popisa stanovništva Istre 1945. godine. Ova dokumentacija bila je jedan od temeljnih radova koji je poslužio pri razgraničenju tadašnje FNR Jugoslavije prema Italiji. Može se istodobno smatrati izvanrednim doprinosom ispravljanju povijesne nepravde učinjene poslije Prvog svjetskog rata, kad je Istra dodijeljena Italiji. Zahvaljujući upravo tom popisu stanovništva, Istra je vraćena Pariškom mirovnom konferencijom Republici Hrvatskoj i Republici Sloveniji. Drugi Roglićev rad "Le problème de la nouvelle frontière" sintetski je rad koji sadrži podatke dobivene Roglićevim popisom stanovništva Istre te je od izvanredne nacionalne i državne važnosti za Republiku Hrvatsku. Naime, učinio je sve što je bilo potrebno da se osigura što temeljitija znanstvena dokumentacija za ostvarenje pravednih teritorijalnih zahtjeva, a da bi se ispravila granica Republike Hrvatske koja je nakon Prvog svjetskog rata bila povučena na osnovi tzv. "prava jačega".

## Citati
- "Geografija je kosturni element opće kulture, a geografsko znanje je prijeko potrebno u praktičnom životu" (O značenju koje je akademik Roglić pridavao geografiji jasno govori ova rečenica koju je izrekao tijekom obnove djelovanja Geografskog društva Hrvatske 1947.)
- "Terenski rad, opservacija, temelj su geografskog istraživanja pa on mora biti baza za zaključivanje."

## Djela
- Biokovo, fizičko-geografske osobine, 1934.
- Imotsko polje, fizičko-geografske osobine, 1938.
- Eustatički i glacioeustatički pokreti, 1935.
- O broju i uzrocima glacijacija, 1939.
- Geografski aspekt Dinarskog krša, 1969. (Krš Jugoslavije (Carsus Iugoslaviae), vol. 6, str. 19-38.)
- Neki osnovni problemi krša, 1956.
- Raznolikosti, specifičnosti i valoriziranje primorskih krških pejzaža, 1976. (Simpozij ekološko valoriziranje primorskog krša, Split, 18-20. listopada 1976. : referati i koreferati, konačne obavijesti. - Zagreb : Međuakademijski odbor za zaštitu prirode pri Jugoslavenskoj akademiji znanosti i umjetnosti, (1976.). - str. 7-17.)
- Unsko-koranska zaravan i Plitvička jezera - geomorfološka promatranja, 1951.
- Odnos riječne erozije i krškog procesa. Krš i njegovo značenje. 2004. (zbirka Roglićevih objavljenih publikacija). Geografsko društvo Split et al., Split-Zadar-Zagreb, 360 p. 2004.
- Polja zapadne Bosne i Hercegovine, 1954.
- Zaravni na vapnencima, 1957.
- Geografski elementi i faktori, 1964.
- Geografsko izučavanje reljefa, 1964.
- Litoralizacija i njeno značenje, 1967.
- Osnovi kartografije, 1967.
- Krš u dolomitima između Konavoskog polja i morske obale, 1958. (Geografski glasnik, 20, 129-137)
- Prilog hrvatskoj krškoj terminologiji, 1974. (Krš Jugoslavije (Carsus Iugoslaviae), vol. 9/1, 1974., 1-69.)

## Vanjske poveznice
|  | Wikicitati imaju zbirke citata o temi Josip Roglić |

- Akademik Josip Roglić - životopis  Arhivirana inačica izvorne stranice od 8. listopada 2008. (Wayback Machine)
- Hrvatski speleološki poslužitelj: Akademik Josip Roglić
- Stota godišnjica rođenja najpoznatijeg hrvatskog geografa  Arhivirana inačica izvorne stranice od 8. listopada 2008. (Wayback Machine)
- Poznati Župljani: Akademik Josip Roglić, najveći hrvatski geograf